# Frankie Shaw
Rachel Frankes Shaw, conosciuta come Frankie Shaw (Boston, 11 novembre 1981) è un'attrice, sceneggiatrice, regista e produttrice cinematografica statunitense.

## Filmografia

### Cinema
- Night Swimming, regia di Daniel Falcone (2005)
- Just lire the Son, regia di Morgan J. Freeman (2006)
- Boy Crush, regia di George Barbakadze, Daniel Falcone e Hong Khaou (2007) - (episodio "Night Swimming")
- One Nigth, regia di Michael Knowles (2007)
- Explicit Ills, regia di Mark Webber (2008)
- Altamont Now, regia di Joshua Brown (2008)
- The Northern Kingdom, regia di Dorothy Lyman (2009)
- Falling Up, regia di David M. Rosenthal (2009)
- Red Hook, regia di Elisabeth Lucas (2009)
- Solo per una notte, regia di Katie Aselton (2010)
- Coffee Snobs, regia di Eric Appel (2011)
- The End of Love, regia di Mark Webber (2012)
- Spoonful, regia di Jenée LaMarque (2012)
- Volano coltelli (Knife Fight), regia di Bill Guttentag (2012)
- This Is Where We Lives, regia di Josh Barrett e Marc Manchaca (2013)
- The Pretty One, regia di Jenée LaMarque (2013)
- Someone Merry Berry, regia di Rob Pearlstein (2014)
- Lullaby, regia di Andrew Levitas (2014)
- Always Worthy, regia di Marianna Palka (2015)
- Too Legit, regia di Frankie Shaw (2016)
- Un weekend al limite (Joshy), regia di Jeff Baena (2016)
- Dreamland, regia di Robert Schwartzman (2016)
- Tegan and Sara: BWU, regia di Clea DuVall (2016)
- Stronger - Io sono più forte (Stronger), regia di David Gordon Green (2017)
- Jay e Silent Bob - Ritorno a Hollywood (Jay and Silent Bob Reboot), regia di Kevin Smith (2019)
- No Sudden Move, regia di Steven Soderbergh (2021)
- Absolution - Storia criminale (Absolution), regia di Hans Petter Moland (2024)

### Televisione
- Law & Order: Criminal Intent – serie TV, episodio 5x04 (2005)
- The Bedford Diaries – serie TV, episodio 1x01 (2006)
- Futurestates – serie TV, episodio 1x01 (2010)
- Blue Mountain State – serie TV, 15 episodi (2010-2011)
- Glory Daze – serie TV, episodio 1x09 (2011)
- CSI: NY – serie TV, episodio 8x12 (2012)
- 2 Broke Girls – serie TV, episodio 2x12 (2012)
- Hello Ladies – serie TV, episodio 1x02 (2013)
- International Plan – serie TV (2014)
- Mixology – serie TV, 12 episodi (2014)
- Mulaney – serie TV, episodio 1x12 (2015)
- Mr. Robot – serie TV, 7 episodi (2015)
- Flaked – serie TV, 2 episodi (2016)
- Good Girls Revolt – serie TV, 8 episodi (2016)
- SMILF – serie TV, 18 episodi (2017-2019)
- Homecoming – serie TV, 4 episodi (2018)

## Doppiatrici italiane
Nelle versioni in italiano delle opere in cui ha recitato, Frankie Shaw è stata doppiata da:
- Sara Ferranti in Blue Mountain State
- Jolanda Granato in The Pretty One
- Erica Necci in Mr. Robot
- Beatrice Caggiula in SMILF
- Giulia Catania in Homecoming
- Emanuela Damasio in Flaked
- Ilaria Latini in Jay e Silent Bob - Ritorno a Hollywood
- Martina Felli in No Sudden Move
- Federica De Bortoli in Absolution - Storia criminale